# Itanium 2

Logo del processore Itanium 2

Itanium 2 è il nome commerciale del secondo processore con architettura interamente a 64 bit sviluppato da Intel insieme a Hewlett-Packard allo scopo di fare concorrenza ai processori RISC IBM POWER e SPARC. Tale architettura prende il nome di IA-64, per differenziarsi dalla IA-32 alla base delle altre CPU Intel, Xeon sempre per i server, e Pentium (Pentium 4 compresi i predecessori e Pentium D). L'architettura Itanium è stata abbandonata da Intel il 30 gennaio 2020.

## Perché Itanium 2?

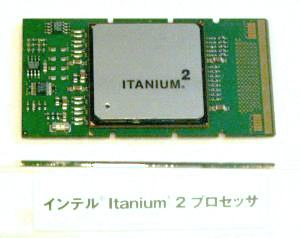
Presentazione di un Itanium 2 MP core Madison (FSB 667 MHz)

Il primo modello Itanium aveva core Merced e arrivò sul mercato dopo molti ritardi a metà 2001, ma per stessa ammissione di Intel era fondamentalmente un "esperimento" per valutare la risposta del pubblico a questa novità. Con Itanium 2 invece, Intel cominciò "a fare sul serio" cioè a progettare una serie di CPU che fossero realmente competitive nei confronti della concorrenza.
Dopo pochi mesi dall'arrivo sul mercato del primo Itanium, quindi, arrivò il primo Itanium 2 basato su core McKinley (8 luglio 2002), e poi via via è continuato lo sviluppo attraverso vari step evolutivi.  La scelta di cambiare così presto il nome in Itanium 2, così rara nella politica commerciale di Intel, è stata dettata dal fatto di evidenziare maggiormente l'innovazione derivata dal nuovo progetto e tentare quindi di vincere più facilmente la naturale diffidenza di chi era rimasto giustamente deluso dalla prima generazione.
Dal core Deerfield in poi, inoltre, Intel ha cominciato a sviluppare i core separatamente per le due categorie principali di utilizzo: la linea DP (Dual Processor) per sistemi biprocessore e la linea MP (Multiple Processor) per i sistemi da 4 o più processori.

## Nuovi finanziamenti al progetto nel 2006
Il 26 gennaio 2006 è stato reso noto che la Itanium Solutions Alliance (ISA) ha deciso un investimento pari a circa 10 miliardi di dollari USA per la promozione e lo sviluppo delle soluzioni Itanium per la fascia alta del mercato. Tra le aziende promotrici di tale iniziativa troviamo proprio le fondatrici dell'alleanza vale a dire: Bull, Fujitsu, Siemens, Hitachi, Hewlett-Packard, Intel, NEC, SGI e Unisys.
L'incredibile cifra destinata a tale iniziativa può essere giustificata se si pensa che il giro d'affari potenziale di tali soluzioni si aggira intorno ai 28 miliardi di dollari l'anno. Infatti sono circa 6000 le applicazioni sviluppate su piattaforma Itanium. Tra i soci dell'ISA si segnalano anche BEA Systems, Microsoft, Novell, Oracle, Red Hat, SAS Institute, Sybase, Hyperion, MiT Systems, Symantec, TIBCO e Trend Micro, aziende impegnate nello sviluppo di soluzioni software per queste architetture di CPU.

## Caratteristiche principali

### McKinley (DP/MP)
Il primo Itanium 2 era basato su core McKinley che era profondamente diverso dal suo predecessore, la CPU Itanium Merced. Poteva venire installato sulle stesse piattaforme utilizzate per Merced ma vantava un clock di 1 GHz oltre ad un nuovo bus quad pumped a 400 MHz e una cache L3 completamente integrata nel die che arrivava fino a 3 MB.
Ai tempi, la distinzione DP/MP ancora non esisteva quindi veniva utilizzato indifferentemente in tutti gli ambiti.

### Madison (DP/MP)
Il primo Itanium 2 costruito a 130 nm è stato Madison; tale processo costruttivo ha permesso di integrare fino a 6 MB di cache L3 al momento del lancio e, successivamente grazie alla revisione Madison-9M ben 9 MB di cache L3. Nel corso del 2005 anche il BUS ha avuto un incremento, passando dai 400 MHz originali a 667 MHz per le versioni MP e a 533 MHz per le versioni DP.

### Hondo
Hondo è stato un Itanium 2 un po' anomalo, infatti è stato annunciato il 18 febbraio 2003 come componente del modulo biprocessore "mx2" della HP ed è arrivato sul mercato successivamente agli inizi del 2004. Consiste essenzialmente in due core Madison con 32 MB di cache L4 (quarto livello) pur adattandosi ad essere installato negli stessi spazi previsti per una normale cpu Itanium 2. Funzionava a 1,1 GHz con una cache L3 di 4 MB per ciascun core.

### Deerfield (DP)
Pur non essendo particolarmente innovativo, Deerfield ha portato una serie di novità nel panorama Itanium 2 DP. Fu infatti il primo processore Itanium 2 a "basso costo" e dai consumi contenuti. Il suo design derivava direttamente da quello del "fratello maggiore" Madison, ma aveva un clock inferiore, al massimo 1,4 GHz e una cache L3 di 1,5 MB. Fu inoltre il primo processore a 64 bit a disporre di una versione LV (Low Voltage) con consumi ancora più ridotti, solo 62 W con una frequenza di 1 GHz; tali caratteristiche l'hanno quindi reso il primo Itanium 2 ad essere pensato esclusivamente per sistemi a 2 vie (DP) soprattutto per rack di piccole dimensioni che necessitano di un consumo complessivo ridotto.

### Fanwood (DP)
Anche Fanwood deriva da Madison, ma dall'ultima evoluzione di quest'ultimo, la Madison-9M che integra 9 MB di cache L3. È diventato quindi il successore di Deerfield nei sistemi DP biprocessore, e all'inizio era molto simile al suo predecessore condividendone gran parte delle specifiche. Col tempo il suo BUS è passato a 533 MHz lasciando inalterato il processo costruttivo a 130 nm.

### Montecito (MP)
Montecito è il primo processore Itanium 2 dual core ma, pur essendo stato annunciato per la fine del 2005, ed è arrivato sul mercato il 18 luglio 2006. È pensato esclusivamente per sistemi MP multiprocessore ad alte prestazioni anche in virtù di una serie di tecnologie ausiliarie, del processo innovativo a 90 nm e della generosa dotazione di cache L3 che in alcuni modelli arriverà addirittura a 24 MB rendendolo un chip da quasi 2 miliardi di transistor.

### Millington (DP)
Così come Fanwood deriva dal "fratello maggiore" Madison-9M, così anche il suo successore Millington deriverà dal rispettivo "fratello maggiore" Montecito. Sarà anch'esso un processore dual core a 90 nm e avrà un BUS a 667 MHz. Tra le tante caratteristiche aggiuntive si può citare la Vanderpool Technology per la virtualizzazione in hardware.

### Montvale (DP/MP)
Montvale è un progetto unificato sia per sistemi DP biprocessore, sia per sistemi MP multiprocessore. Sarà il primo Itanium 2 a 65 nm e prenderà il posto rispettivamente di Millington e Montecito.

### Tukwila (MP)
Il successore di Montvale nei sistemi MP a più vie sarà Tukwila, precedentemente conosciuto anche con il nome di "Tanglewood". Il processo costruttivo per questo processore che presumibilmente arriverà nel 2007, è sempre quello a 65 nm, ma esso sarà multi core. La caratteristica principale è costituita dal fatto che sarà il primo Itanium 2 a far parte della "Common Platform Architecture" (CPA) una linea di sviluppo che consentirà di intercambiare processori Itanium 2 e Xeon sulle stesse piattaforme. Il primo Xeon che potrà essere sostituito a Tukwila doveva essere Whitefield il cui sviluppo però è stato interrotto nell'ottobre 2005. Al suo posto Intel sta sviluppando il core Tigerton che presumibilmente sarà anch'esso in grado di essere intercambiato con i processori Itanium 2, ma Intel non ha ancora confermato tale ipotesi.

### Dimona (DP)
Dal progetto Tukwila, Intel deriverà Dimona per i sistemi DP biprocessore. Ne erediterà gran parte del design come processo costruttivo a 65 nm e architettura multi core ma prevederà anche una variante LV (Low Voltage).

### Poulson (MP)
Si sa pochissimo di Poulson tranne che sarà multi core e andrà a sostituire Tukwila nei sistemi MP multiprocessore.

## Modelli
La tabella seguente mostra tutti i modelli di Itanium 2 arrivati sul mercato. Molti di questi condividono caratteristiche comuni pur essendo basati su core diversi; per questo motivo, allo scopo di rendere maggiormente evidente tali affinità e "alleggerire" la visualizzazione alcune colonne mostrano un valore comune a più righe. Di seguito anche una legenda dei termini (alcuni abbreviati) usati per l'intestazione delle colonne:
- Nome Commerciale: si intende il nome con cui è stato immesso in commercio quel particolare esemplare.
- Data: si intende la data di immissione sul mercato di quel particolare esemplare
- Socket: lo zoccolo della scheda madre in cui viene inserito il processore. In questo caso il numero rappresenta oltre al nome anche il numero dei pin di contatto.
- N°C.: sta per "N°Core" e si intende il numero di core montati sul package: 1 se "single core" o 2 se "dual core".
- Clock: la frequenza di funzionamento del processore.
- Molt.: sta per "Moltiplicatore" ovvero il fattore di moltiplicazione per il quale bisogna moltiplicare la frequenza di bus per ottenere la frequenza del processore.
- Pr.Prod.: sta per "Processo produttivo" e indica tipicamente la dimensione dei gate dei transistors (180 nm, 130 nm, 90 nm).
- Voltag.: sta per "Voltaggio" e indica la tensione di alimentazione del processore.
- Bus: frequenza del bus di sistema.
- Cache: dimensione delle cache di 1º, 2º e 3º livello.
- XD: sta per "XD-bit" e indica l'implementazione della tecnologia di sicurezza che evita l'esecuzione di codice malevolo sul computer.
- HT: sta per "Hyper-Threading" e indica l'implementazione della esclusiva tecnologia Intel che consente al sistema operativo di vedere 2 core logici.
- ST: sta per "SpeedStep Technology" ovvero la tecnologia di risparmio energetico sviluppata da Intel e inserita negli ultimi Pentium 4 Prescott serie 6xx per contenere il consumo massimo.
- VT: sta per "Vanderpool Technology", la tecnologia di virtualizzazione che rende possibile l'esecuzione simultanea di più sistemi operativi differenti contemporaneamente.
- Core: si intende il nome in codice del progetto alla base di quel particolare esemplare.

| Itanium 2 / Itanium 2 DP | Itanium 2 / Itanium 2 DP | Itanium 2 / Itanium 2 DP | Itanium 2 / Itanium 2 DP | Itanium 2 / Itanium 2 DP | Itanium 2 / Itanium 2 DP | Itanium 2 / Itanium 2 DP | Itanium 2 / Itanium 2 DP | Itanium 2 / Itanium 2 DP | Itanium 2 / Itanium 2 DP   | Itanium 2 / Itanium 2 DP | Itanium 2 / Itanium 2 DP | Itanium 2 / Itanium 2 DP | Itanium 2 / Itanium 2 DP | Itanium 2 / Itanium 2 DP |
| Nome Commerciale         | Data                     | Socket                   | N°C.                     | Clock                    | Molt.                    | Pr.Prod.                 | Voltag.                  | Bus                      | Cache                      | XD                       | HT                       | ST                       | VT                       | Core                     |
| ------------------------ | ------------------------ | ------------------------ | ------------------------ | ------------------------ | ------------------------ | ------------------------ | ------------------------ | ------------------------ | -------------------------- | ------------------------ | ------------------------ | ------------------------ | ------------------------ | ------------------------ |
| Itanium 2 900 MHz        | 08.07.2002               | PAC611                   | 1                        | 900 MHz                  | 9x                       | 180 nm                   | 1,425 V                  | 400 MHz                  | L1=32KB L2=256KB L3=1,5 MB | No                       | No                       | No                       | No                       | McKinley                 |
| Itanium 2 1 GHz          | 08.07.2002               | PAC611                   | 1                        | 1 GHz                    | 10x                      | 180 nm                   | 1,425 V                  | 400 MHz                  | L1=32KB L2=256KB L3=1,5 MB | No                       | No                       | No                       | No                       | McKinley                 |
| Itanium 2 1 GHz          | 08.07.2002               | PAC611                   | 1                        | 1 GHz                    | 10x                      | 180 nm                   | 1,425 V                  | 400 MHz                  | L1=32KB L2=256KB L3=3 MB   | No                       | No                       | No                       | No                       | McKinley                 |
| Itanium 2 DP 1,4 GHz     | 08.09.2003               | PAC611                   | 1                        | 1,4 GHz                  | 14x                      | 130 nm                   | 1,425 V                  | 400 MHz                  | L1=32KB L2=256KB L3=1,5 MB | No                       | No                       | No                       | No                       | Deerfield                |
| Itanium 2 DP 1,6 GHz     | 08.11.2004               | PAC611                   | 1                        | 1,6 GHz                  | 16x                      | 130 nm                   | 1,425 V                  | 400 MHz                  | L1=32KB L2=256KB L3=3 MB   | No                       | No                       | No                       | No                       | Madison                  |
| Itanium 2 DP 1,6 GHz     | 08.11.2004               | PAC611                   | 1                        | 1,6 GHz                  | 12x                      | 130 nm                   | 1,425 V                  | 533 MHz                  | L1=32KB L2=256KB L3=3 MB   | No                       | No                       | No                       | No                       | Madison                  |
| Itanium 2 DP 1,6 GHz     | 08.11.2004               | PAC611                   | 1                        | 1,6 GHz                  | 16x                      | 130 nm                   | 1,425 V                  | 400 MHz                  | L1=32KB L2=256KB L3=4MB    | No                       | No                       | No                       | No                       | Fanwood                  |
| Itanium 2 DP 1 GHz LV    | 08.09.2003               | PAC611                   | 1                        | 1 GHz                    | 10x                      | 130 nm                   | N.A.                     | 400 MHz                  | L1=32KB L2=256KB L3=1,5 MB | No                       | No                       | No                       | No                       | Deerfield                |
| Itanium 2 DP 1,3 GHz LV  | 08.11.2004               | PAC611                   | 1                        | 1,3 GHz                  | 13x                      | 130 nm                   | N.A.                     | 400 MHz                  | L1=32KB L2=256KB L3=3 MB   | No                       | No                       | No                       | No                       | Fanwood                  |
| Itanium 2 MP             |                          |                          |                          |                          |                          |                          |                          |                          |                            |                          |                          |                          |                          |                          |
| Itanium 2 MP 1,5 GHz     | 30.06.2003               | PAC611                   | 1                        | 1,5 GHz                  | 15x                      | 130 nm                   | 1,425 V                  | 400 MHz                  | L1=32KB L2=256KB L3=6 MB   | No                       | No                       | No                       | No                       | Madison                  |
| Itanium 2 MP 1,4 GHz     | 14.04.2004               | PAC611                   | 1                        | 1,4 GHz                  | 14                       | 130 nm                   | 1,425 V                  | 400 MHz                  | L1=32KB L2=256KB L3=3 MB   | No                       | No                       | No                       | No                       | Madison                  |
| Itanium 2 MP 1,6 GHz     | 14.04.2004               | PAC611                   | 1                        | 1,6 GHz                  | 16                       | 130 nm                   | 1,425 V                  | 400 MHz                  | L1=32KB L2=256KB L3=3 MB   | No                       | No                       | No                       | No                       | Madison                  |
| Itanium 2 MP 1,5 GHz     | 08.11.2004               | PAC611                   | 1                        | 1,5 GHz                  | 15x                      | 130 nm                   | 1,425 V                  | 400 MHz                  | L1=32KB L2=256KB L3=4MB    | No                       | No                       | No                       | No                       | Madison                  |
| Itanium 2 MP 1,6 GHz     | 08.11.2004               | PAC611                   | 1                        | 1,6 GHz                  | 16x                      | 130 nm                   | 1,425 V                  | 400 MHz                  | L1=32KB L2=256KB L3=6 MB   | No                       | No                       | No                       | No                       | Madison                  |
| Itanium 2 MP 1,6 GHz     | 08.11.2004               | PAC611                   | 1                        | 1,6 GHz                  | 16x                      | 130 nm                   | 1,425 V                  | 400 MHz                  | L1=32KB L2=256KB L3=9 MB   | No                       | No                       | No                       | No                       | Madison                  |
| Itanium 2 MP 1,67 GHz    | 18.07.2005               | PAC611                   | 1                        | 1,67 GHz                 | 10x                      | 130 nm                   | 1,425 V                  | 667 MHz                  | L1=32KB L2=256KB L3=6 MB   | No                       | No                       | No                       | No                       | Madison                  |
| Itanium 2 MP 1,67 GHz    | 18.07.2005               | PAC611                   | 1                        | 1,67 GHz                 | 10x                      | 130 nm                   | 1,425 V                  | 667 MHz                  | L1=32KB L2=256KB L3=9 MB   | No                       | No                       | No                       | No                       | Madison                  |